# Саратан I
Саратан, также Сиртан, (XI век) — нуцал (правитель) государственного образования Аварское нуцальство.

## Происхождение
В исторической хронике Мухаммеда Рафи (XIV век) «Тарихи Дагестан» приводится родословная, в которой Сиртан сын Урусхана, сына Уммахана, сына Фирудшаха, сына Када, сына Намруда, сына Байара, сына Фардина, сына Тахмаза, сына Саида, сына Амира, сына Фиравна, сына Хаваджаха, сына Сафишаха, сына Аббаса, сына Тарраса, Хидиршаха, сына Ар.с.кана. (возможно Арусхан, Арасхан, Урусхан (последнее буквально переводится с аварского и тюркских языков, как «Русский хан»)). В анонимном источнике, в связи с битвой под Варандо, отцом Саратана прямо назван Урус, и что они потомки Абухусро. Далее у Мухаммада Рафи: «Султаны Авара, которые из рода султанов урус …» . Опять же «урус» с аварского и тюркских языков можно перевести как «русский». В тех же источниках упоминается сын Саратана - Сурака.
Также писарь Имама Шамиля Хаджи али Нахибаши из с. Чох, указывал, что хунзахские правители — это пришельцы с севера из племени «руссов». Далее он сообщает, что главнейшими из дагестанских ханов были — аварские, избрание которых было совершенно сходно с избранием русских царей. На троне аварском не восседал никто кроме ханов из рода Сурака, до его пресечения в мужском и женском колене, как это известно и подтверждается сохранившимися рукописями и преданием. Если бы прекратился род аварских ханов, то на престол должен был быть избран хан из русских.
В хронике «История Ирхана», говорится, что жители Хадара (Кадар или Хазария) и Авара - «чистые русы», что подтверждает версию о том, что по сути это один и тот же народ.

## Биография
Важным источником этого периода является «История Баба и Ширвана», в тексте которого при описании событий 416 по хиджре (1025 год н.э.) в качестве христианского правителя Сарира упоминается Бухтйишо II, который тогда выдал дочь Сарийу за дербентского амира Мухаммада ибн Хашима. Преемником Бухтйишо II, вероятно был некий Фирудж, сын которого Току (Тӏокъу) упоминается в 457 по хиджре (1065 год н.э.), как тесть дербентского раиса Муфарриджа ибн Музаффара. В следующем 1066 году, как гласит «История Ширвана и ал-Баба», в ходе проходивших в Дербенте смут, город временами переходил в руки ширваншаха, а временами в руки дербентской знати и ее вождя Муфарриджа ибн Музаффара, которого поддерживал его тесть Току сын Фируджы — правитель Сарира. После упоминания о событиях 1066 года сведения о горском государстве с центром в Хунзахе исчезают со страниц «Истории Ширвана и ал-Баба», составленной около 1106 года, в которой последние приводимые события датированы 1075 годом. Информация об истории Хунзаха конца XI века и более позднего времени имеется, однако, в «Тарих Дагестан» и в местном, правда, более позднем историческом сочинении, условно названном «Хунзах наме». В «Тарих Дагестан» говорится, например, что предпоследним доисламским правителем Аварии был носивший старинное арабское имя князь Суракат. Конкретно в "Тарихи" выдается его родословная "сын Сиртана, сына Урусхана, сына Уммахана, сына Фирудшаха". Обращает внимание на себя схожесть имён - Фирудшах и имя отца Току - Фируджа. Приведенные факты дают основания предполагать, что сын Саратана - Суракат - правил Аварией, скорее всего в конце XI века. Отметим здесь, что согласно «Истории села Аргвани» названный Суракат правил в промежутке между 1038/39 годом и 1247/48 годом, по одним данным в XI веке, по другим, в XII веке.
В "Истории Ширвана и ал-Баба" упоминаются "гумикские неверные", в связи с событиями 1066 года и курдский историк Масуд ибн Намдар в конце XI века сообщает о том, что жителей владения Гумик, ширваншах Фарибурз ибн Саллар, пытался обратить в ислам и подчинить. Лишь в местных исторических хрониках используется не только наименование Г̣умик̣, но и К̣умук̣ и оно понимается как столица, так и как государственная единицa. Из достоверных источников XI—XII веков, становится известно, что мусульмане из Ширвана, захватили населенный «неверными» христианами Кумух в начале второй половины XI века (в одной из поэм, посвященных Фарибурзу, есть строки: «Разве отряд войска Вашего не совершил набег и Гумиком не овладел врасплох?»), а ислам его жители приняли лишь в последние годы этого века. Чубан Кайтагский принял участие в этом газийском походе, как сказано в "Истории Маза": "Через небольшой промежуток времени, однако, он тайно" обманом покорил город Кумук и его вилайат после того, как заключил договор с кумукскими эмирами, ибо война — обман. В "списке Ж" сказано, что договор нарушили кумухские неверующие. В нем он поставил эмиром человека из потомства Аббаса, имя которому Шамхал, по имени его деда", по другой версии Шамхал был, как и Чубан, из потомства Хамзы. Именно в это время, считает Р.М.Магомедов, Гумик отпадает от Сарира и превращается в отдельную политическую единицу и более того, включает в свой состав владение Туман, которое по мнению того же Магомедова, являлось населенным лакцами.
Считается, что Серир начал распадаться вследствие противостояния и внутренних войн между жителями христианами, иудеями, язычниками и мусульманами. В XI веке от Серира откалываются его западные земли (современные Ботлихский, Цумадинский и Ахвахский районы), которые образуются в Андийское владение. По данным Е.М.Шиллинга «вся территория по левому берегу Андийского Койсу рассматривается как принадлежащая Жъугьутӏхану (дословно „Еврейский хан“), а правобережные земли — Суракату Аварскому». М.А.Агларов отмечает, что это предание носит название «О 1000 всадниках на белых конях, войске ДжугьутI-хана». «Согласно историческим преданиям андийского долинного селения Муни, — пишет М.А.Агларов, — здесь некогда существовало обширное государство, во главе которого стоял Жъугьут-хан. Его земли простирались в горах до Хунзахского плато, в плоскости ниже по течению Дангъиза (Андийское Койсу) и до Харачоя. Верхнеандийские села тогда подчинялись Жъугьут-хану. Он мог собрать войско в 1000 всадников на белых конях. Башня, что ныне высится напротив села, построена также Жъугьут-ханом».
Нуцал Саратан получал дань с подданного населения в самом Дагестане и за его пределами. Реку ал-Ганам (араб. — «Баранья река»), которая пересекает Аварию и которая является большой, замерзающей зимой и впадающей в море ал-Хазар. , В.Ф. Минорский отождествляет с Сулаком. Очевидно Сулак являлась внутренней водной артерией аварского государства. На выходе Сулака из горных ущелий на прикаспийскую равнину, располагалась северная столица — древний город Гелбах. Он часто служил первым форпостом страны, откуда влияние аварского государства распространялось на северные равнины, занятые большей частью хуторами населения страны, а также принимал зачастую первый удар иноземных армий. Саратану наследовал его сын Суракат I, но который правил не из Хунзаха, а из Тануси, в то время как брат Сураката, то есть ещё один сын Саратана — Кахру, имел резиденцию в Гелбахе.